# ۱۲ اسفند
۱۲ اسفند سیصد و چهل و هشتمین روز سال در گاه‌شماری خورشیدی است. به پایان سال ۱۷ روز (۱۸ روز در سال کبیسه) باقی‌است.

## رویدادها
- ۱۳۲۴ - اعتراض دکتر محمد مصدق، نماینده تهران در مجلس شورای ملی، به شوروی که حاضر به خارج ساختن نیروهایش از ایران نمی‌شد.[۱]
- ۱۳۹۰ - برگزاری انتخابات دوره نهم مجلس شورای اسلامی
- ۱۳۹۲ _ جنایت قتل غزاله شکور دانشجوی هنر ایران و اتریش

## مناسبت‌ها
- روز ملی بیهوشی

## زادروزها
- ۱۳۰۸ - بیژن ترقی، شاعر
- ۱۳۲۳ - حیدر حاتمی، بازیگر
- ۱۳۲۷ - سید محمد میرمحمدی، سیاستمدار
- ۱۳۴۴ - علیرضا زاکانی، سیاستمدار
- ۱۳۵۷ - پیروز قربانی، بازیکن فوتبال

## درگذشت‌ها
- ۱۳۸۷ - علی میری، بازیگر
- ۱۳۹۲ - قتل غزاله شکور
- ۱۳۹۵ - مهین کسمایی، دوبلور
- ۱۳۹۸ - سید محمد میرمحمدی، از اعضای مجمع تشخیص مصلحت نظام و معاون رئیس‌جمهور ایران در زمان ریاست جمهوری اکبر هاشمی رفسنجانی
- ۱۴۰۰ - زهره فکورصبور، بازیگر
- ۱۴۰۱ - فردین فرمند، نماینده دوره دهم مجلس شورای اسلامی از حوزه انتخابیه میانه
- ۱۴۰۲ - محمد امامی کاشانی، نماینده استان تهران در دوره پنجم مجلس خبرگان رهبری